# 24 ur Le Mansa 1970
24 ur Le Mansa 1970 je bila osemintrideseta vzdržljivostna dirka 24 ur Le Mansa. Potekala je 13. in 14. junija 1970.

## Rezultati

### Uvrščeni
| Poz | Razred | Št | Moštvo                            | Dirkači                              | Šasija           | Motor                | Krogi |
| --- | ------ | -- | --------------------------------- | ------------------------------------ | ---------------- | -------------------- | ----- |
| 1   | S 5.0  | 23 | Porsche KG Salzburg               | Hans Herrmann Richard Attwood        | Porsche 917K     | Porsche 4.5L Flat-12 | 343   |
| 2   | S 5.0  | 3  | Martini Racing Team               | Gerard Larrousse Willy Kauhsen       | Porsche 917L     | Porsche 4.5L Flat-12 | 338   |
| 3   | P 3.0  | 27 | Martini Racing Team               | Rudi Lins Dr. Helmut Marko           | Porsche 908/2L   | Porsche 3.0L Flat-8  | 335   |
| 4   | S 5.0  | 11 | North American Racing Team (NART) | Ronnie Bucknum Sam Posey             | Ferrari 512S     | Ferrari 5.0L V12     | 313   |
| 5   | S 5.0  | 12 | Ecurie Francorchamps              | Hughes van Fierlandt Alistair Walker | Ferrari 512S     | Ferrari 5.0L V12     | 305   |
| 6   | GT 2.0 | 40 | Etablissement Sonauto             | Claude Ballot-Léna Guy Chasseuil     | Porsche 914/6 GT | Porsche 2.0L Flat-6  | 285   |
| 7   | GT 2.5 | 47 | Ecurie Luxembourg                 | Erwin Kremer Nicolas Koob            | Porsche 911S     | Porsche 2.3L Flat-6  | 282   |

### Neuvrščeni
| Poz | Razred  | Št | Moštvo                            | Dirkači                             | Šasija                     | Motor               | Krogi |
| --- | ------- | -- | --------------------------------- | ----------------------------------- | -------------------------- | ------------------- | ----- |
| 8   | GT +5.0 | 2  | Greder Racing                     | Henri Greder Jean-Pierre Rouget     | Chevrolet Corvette         | Chevrolet 7.0L V8   | 286   |
| 9   | P 3.0   | 29 | Solar Productions                 | Herbert Linge Johnathon Williams    | Porsche 908/2 (Camera Car) | Porsche 3.0L Flat-8 | 282   |
| 10  | P 3.0   | 57 | North American Racing Team (NART) | Tony Adamowicz Chuck Parsons        | Ferrari 312P Coupe         | Ferrari 3.0L V12    | 281   |
| 11  | GT 2.5  | 62 | René Mazzia                       | René Mazzia Pierre Mauroy           | Porsche 911S               | Porsche 2.2L Flat-6 | 275   |
| 12  | GT 2.0  | 42 | Wicky Racing Team                 | Sylvain Garant Guy Verrier          | Porsche 911TH              | Porsche 2.0L Flat-6 | 271   |
| 13  | GT 2.5  | 67 | Jacques Dechaumel                 | Jean-Pierre Parot Jacques Dechaumel | Porsche 911S               | Porsche 2.2L Flat-6 | 271   |
| 14  | GT 2.5  | 45 | Claude Laurent                    | Claude Laurent Jacques Marché       | Porsche 911S               | Porsche 2.2L Flat-6 | 262   |
| 15  | GT 2.0  | 64 | Claude Haldi / Hart Ski Racing    | Jean Sage Pierre Greub              | Porsche 911S               | Porsche 2.0L Flat-6 | 254   |
| 16  | GT 2.0  | 66 | Raymond Touroul                   | Jean-Claude Lagniez Claude Swietlik | Porsche 911S               | Porsche 2.0L Flat-6 | 231   |

### Odstopi
| Poz | Razred  | Št | Moštvo                                                | Dirkači                                              | Šasija             | Motor                     | Krogi |
| --- | ------- | -- | ----------------------------------------------------- | ---------------------------------------------------- | ------------------ | ------------------------- | ----- |
| 17  | P 3.0   | 34 | Donald Healey Motor Company                           | Roger Enever Andrew Hedges                           | Healey SR XR37     | Repco 740 3.0L V8         | 264   |
| 18  | S 5.0   | 25 | Porsche KG Salzburg                                   | Vic Elford Kurt Ahrens Jr.                           | Porsche 917L       | Porsche 4.9L Flat-12      | 225   |
| 19  | P 3.0   | 36 | Autodelta SpA                                         | Piers Courage Andrea de Adamich                      | Alfa Romeo T33/3   | Alfa Romeo 3.0L V8        | 222   |
| 20  | P 3.0   | 35 | Autodelta SpA                                         | Nanni Galli Rolf Stommelen                           | Alfa Romeo T33/3   | Alfa Romeo 3.0L V8        | 213   |
| 21  | P 2.0   | 49 | Paul Watson Racing Organisation / Chevron Racing Team | Ian Skailes John Hine                                | Chevron B16        | Ford Cosworth FVC 1.8L I4 | 213   |
| 22  | P 2.0   | 44 | Paul Watson Racing Organisation / Chevron Racing Team | Clive Baker Digby Martland                           | Chevron B16        | BMW 2.0L I4               | 187   |
| 23  | P 2.5   | 61 | Wicky Racing Team                                     | André Wicky Jean-Pierre Hanrioud                     | Porsche 907        | Porsche 2.2L Flat-6       | 161   |
| 24  | S 5.0   | 20 | John Wyer Automotive Engineering                      | Jo Siffert Brian Redman                              | Porsche 917K       | Porsche 4.9L Flat-12      | 156   |
| 25  | S 5.0   | 5  | SpA Ferrari SEFAC                                     | Jacky Ickx Peter Schetty                             | Ferrari 512S       | Ferrari 5.0L V12          | 142   |
| 26  | GT 2.5  | 63 | Rey Racing                                            | Jacques Rey Bernard Cheneviére                       | Porsche 911S       | Porsche 2.3L Flat-6       | 132   |
| 27  | S 5.0   | 9  | Escuderia Montjuich                                   | José Juncadella Juan Fernandez                       | Ferrari 512S       | Ferrari 5.0L V12          | 130   |
| 28  | P 2.0   | 60 | Guy Verrier                                           | Daniel Rouveyran Willi Meier                         | Porsche 910        | Porsche 2.0L Flat-6       | 128   |
| 29  | GT 2.5  | 65 | Claude Haldi / Hart Ski Racing                        | Claude Haldi Artur Blanck                            | Porsche 911S       | Porsche 2.2L Flat-6       | 124   |
| 30  | P 2.0   | 46 | Christian Poirot                                      | Christian Poirot Ernst Kraus                         | Porsche 910        | Porsche 2.0L Flat-6       | 120   |
| 31  | S 5.0   | 18 | David Piper Autorace AAW Racing Team                  | David Piper Gijs van Lennep                          | Porsche 917K       | Porsche 4.5L Flat-12      | 112   |
| 32  | S 5.0   | 16 | Scuderia Filipinetti Scuderia Picchio Rosso           | Gianpiero Moretti Corrado Manfredini                 | Ferrari 512S       | Ferrari 5.0L V12          | 111   |
| 33  | S 5.0   | 4  | Racing Team VDS                                       | Teddy Pilette Gustave Gosselin                       | Lola T70 Mk.IIIB   | Chevrolet 4.9L V8         | 109   |
| 34  | GT 2.5  | 43 | Jean-Pierre Gaban                                     | Jean-Pierre Gaban Willy Braillard                    | Porsche 911S       | Porsche 2.2L Flat-6       | 109   |
| 35  | P 3.0   | 31 | Equipe Matra-Simca                                    | Jean-Pierre Beltoise Henri Pescarolo                 | Matra-Simca MS660  | Matra 3.0L V12            | 79    |
| 36  | P 3.0   | 32 | Equipe Matra-Simca                                    | Jack Brabham François Cevert                         | Matra-Simca MS650  | Matra 3.0L V12            | 76    |
| 37  | P 3.0   | 30 | Equipe Matra-Simca                                    | Patrick Depailler Jean-Pierre Jabouille Tim Schenken | Matra-Simca MS650  | Matra 3.0L V12            | 70    |
| 38  | GT 2.5  | 59 | Jean Egreteaud                                        | Jean Egreteaud Jean Mésange                          | Porsche 911S       | Porsche 2.2L Flat-6       | 70    |
| 39  | P 2.0   | 50 | Ecurie Intersports S.A.                               | Guy Ligier Jean-Claude Andruet                       | Ligier JS1         | Ford Cosworth FVC 1.8L I4 | 65    |
| 40  | S 5.0   | 10 | Gelo Racing Team North American Racing Team (NART)    | Helmut Kelleners Georg Loos                          | Ferrari 512S       | Ferrari 5.0L V12          | 54    |
| 41  | S 2.0   | 22 | John Wyer Automotive Engineering                      | David Hobbs Mike Hailwood                            | Porsche 917K       | Porsche 4.5L Flat-12      | 49    |
| 42  | P 3.0   | 38 | Autodelta SpA                                         | Teodore Zeccoli Carlo Facetti                        | Alfa Romeo T33/3   | Alfa Romeo 3.0L V8        | 43    |
| 43  | S 5.0   | 7  | SpA Ferrari SEFAC                                     | Derek Bell Ronnie Peterson                           | Ferrari 512S       | Ferrari 5.0L V12          | 39    |
| 44  | S 5.0   | 8  | SpA Ferrari SEFAC                                     | Arturo Merzario Clay Regazzoni                       | Ferrari 512S       | Ferrari 5.0L V12          | 38    |
| 45  | GT +5.0 | 1  | Ecurie Léopard                                        | Joseph Bourdon Jean-Claude Aubriet                   | Chevrolet Corvette | Chevrolet 7.0L V8         | 37    |
| 46  | S 5.0   | 15 | Scuderia Filipinetti                                  | Mike Parkes Herbert Müller                           | Ferrari 512S       | Ferrari 5.0L V12          | 37    |
| 47  | S 5.0   | 14 | Scuderia Filipinetti                                  | Joakim Bonnier Reine Wisell                          | Ferrari 512S       | Ferrari 5.0L V12          | 36    |
| 48  | S 5.0   | 21 | John Wyer Automotive Engineering                      | Pedro Rodriguez Leo Kinnunen                         | Porsche 917K       | Porsche 4.9L Flat-12      | 22    |
| 49  | P 2.0   | 48 | Levi's International Racing                           | Julian Vernaeve Yves Deprez                          | Chevron B16        | Mazda 10A 1.0L Rotor      | 19    |
| 50  | S 5.0   | 6  | SpA Ferrari SEFAC                                     | Nino Vaccarella Ignazio Giunti                       | Ferrari 512S       | Ferrari 5.0L V8           | 7     |
| 51  | P 3.0   | 37 | Autodelta SpA                                         | Toine Hezemans Masten Gregory                        | Alfa Romeo T33/3   | Alfa Romeo 3.0L V8        | 5     |

### Statistika
- Najboljši štartni položaj - #25 Porsche KG Salzburg - 3:19.08
- Najhitrejši krog - #25 Porsche KG Salzburg - 3:21.00
- Razdalja - 4607.810km
- Povprečna hitrost - 191.992km/h

### Dobitniki nagrad
- Index of Performance - #27 Martini International Racing Team
- Index of Thermal Efficiency - #3 Martini International Racing Team